# Indument
Als Indument, Behaarung oder Haarkleid bezeichnet man in der Botanik die Gesamtheit aller Haare einer Pflanze oder eines Pflanzenteils. Der Begriff geht auf das lateinische Wort indumentum für „Kleidung, Überzug“ zurück und wurde von Johann Karl Wilhelm Illiger 1800 in seinem Versuch einer systematischen vollständigen Terminologie für das Thierreich und Pflanzenreich in die Botanik eingeführt.

## Bilder

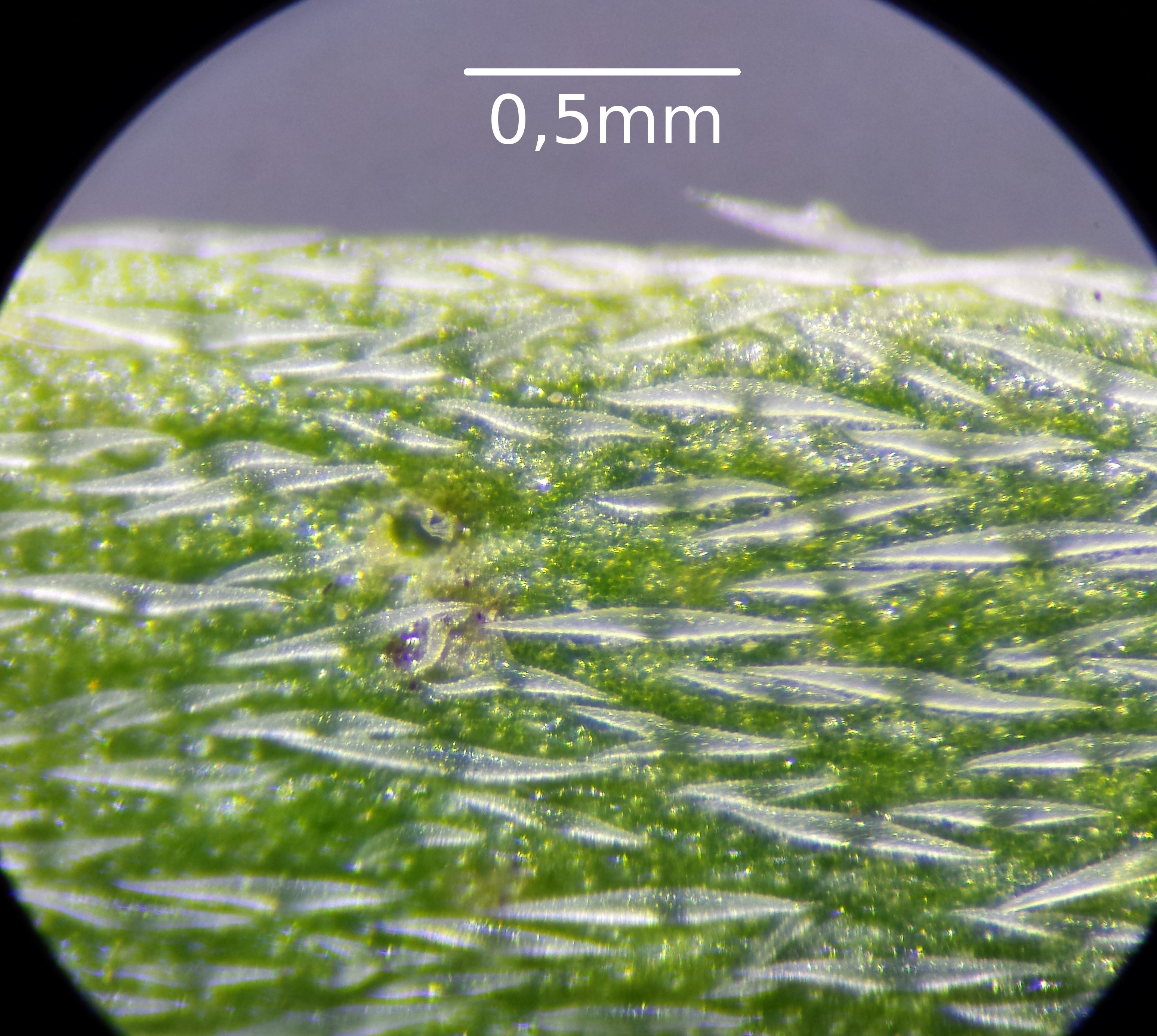
Kompassnadelhaare und einige dreistrahlige Sternhaare auf Grau-Goldlack
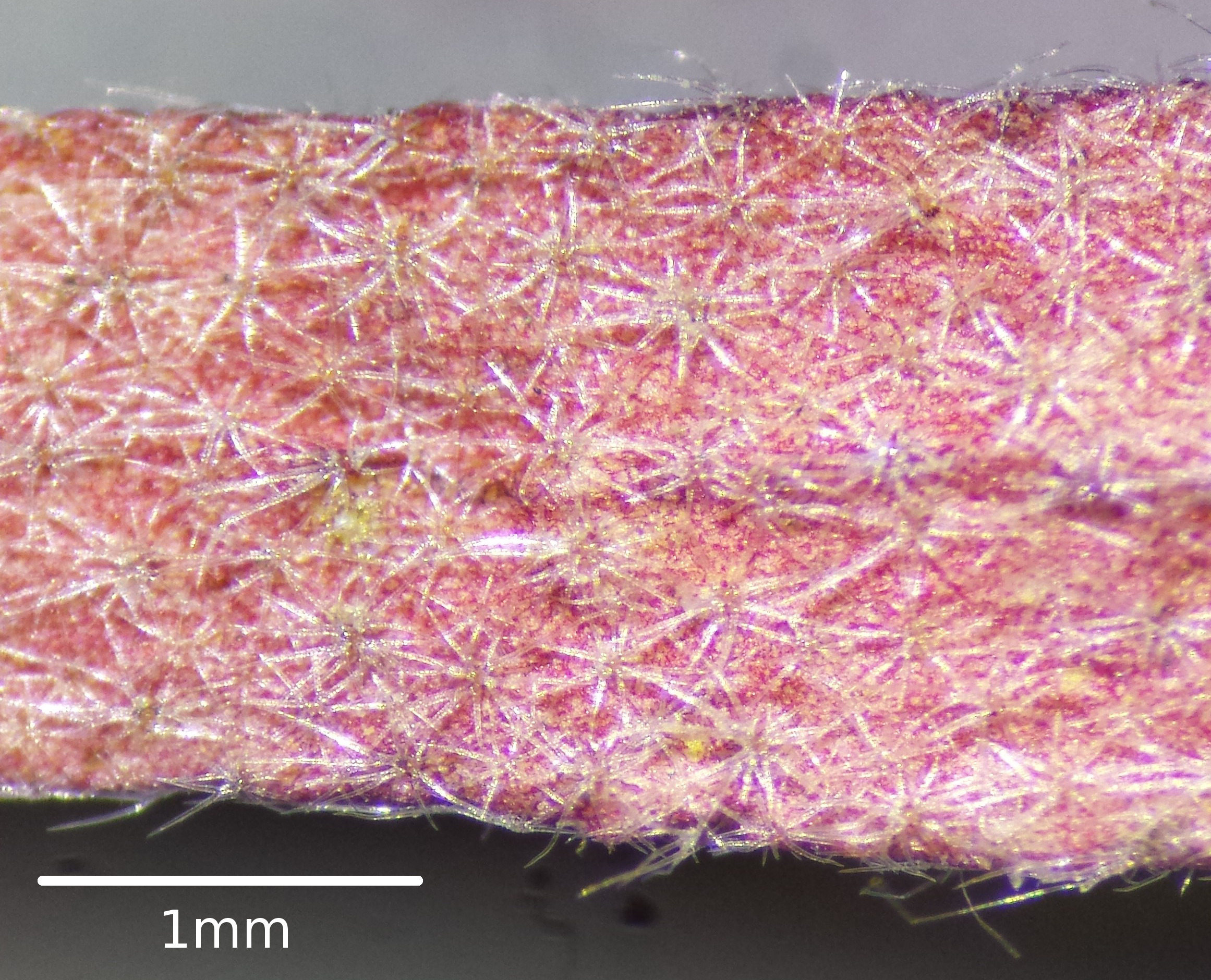
Sternhaar-Indument auf Steppen-Steinkraut
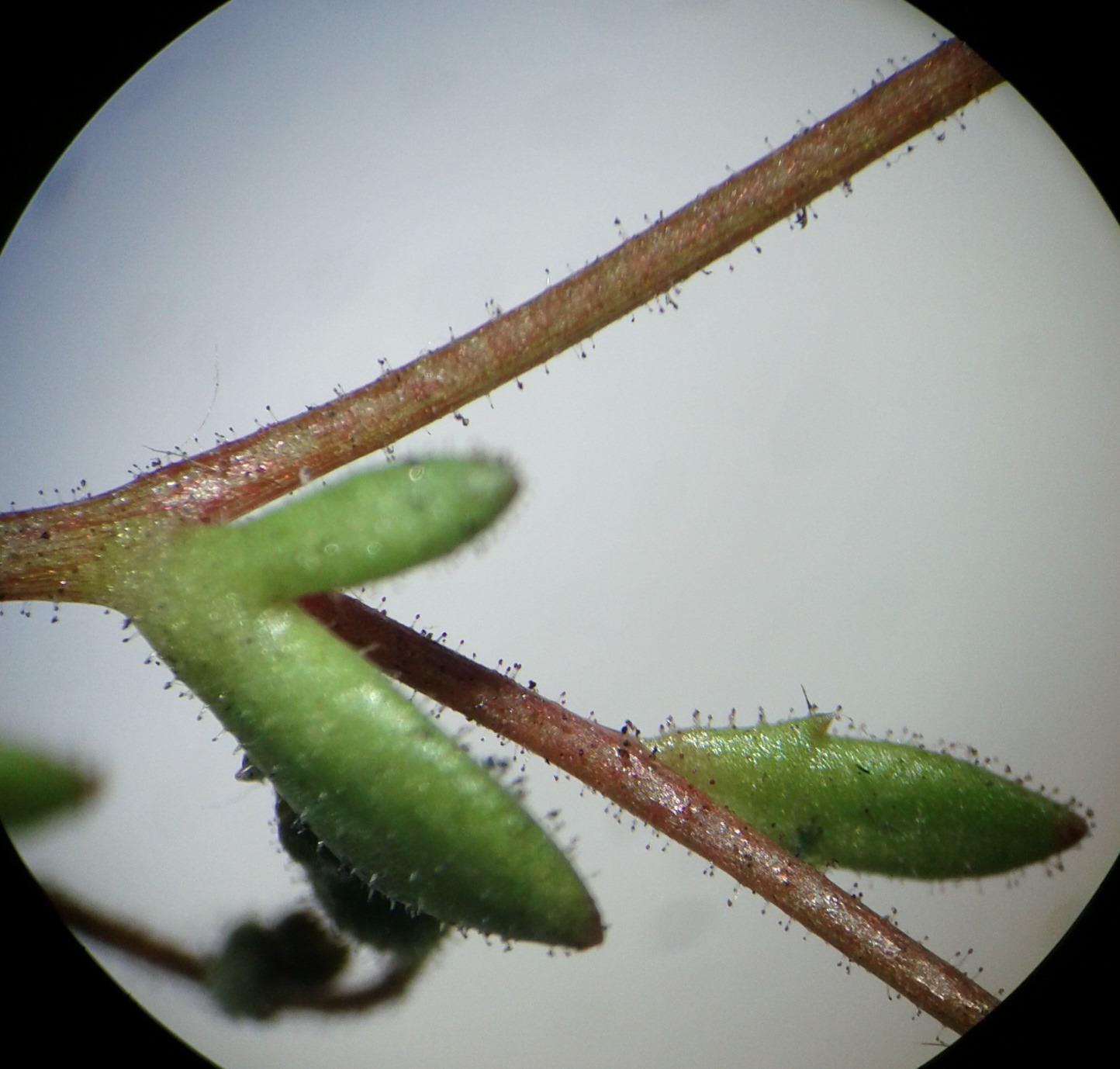
Drüsenhaare auf Finger-Steinbrech
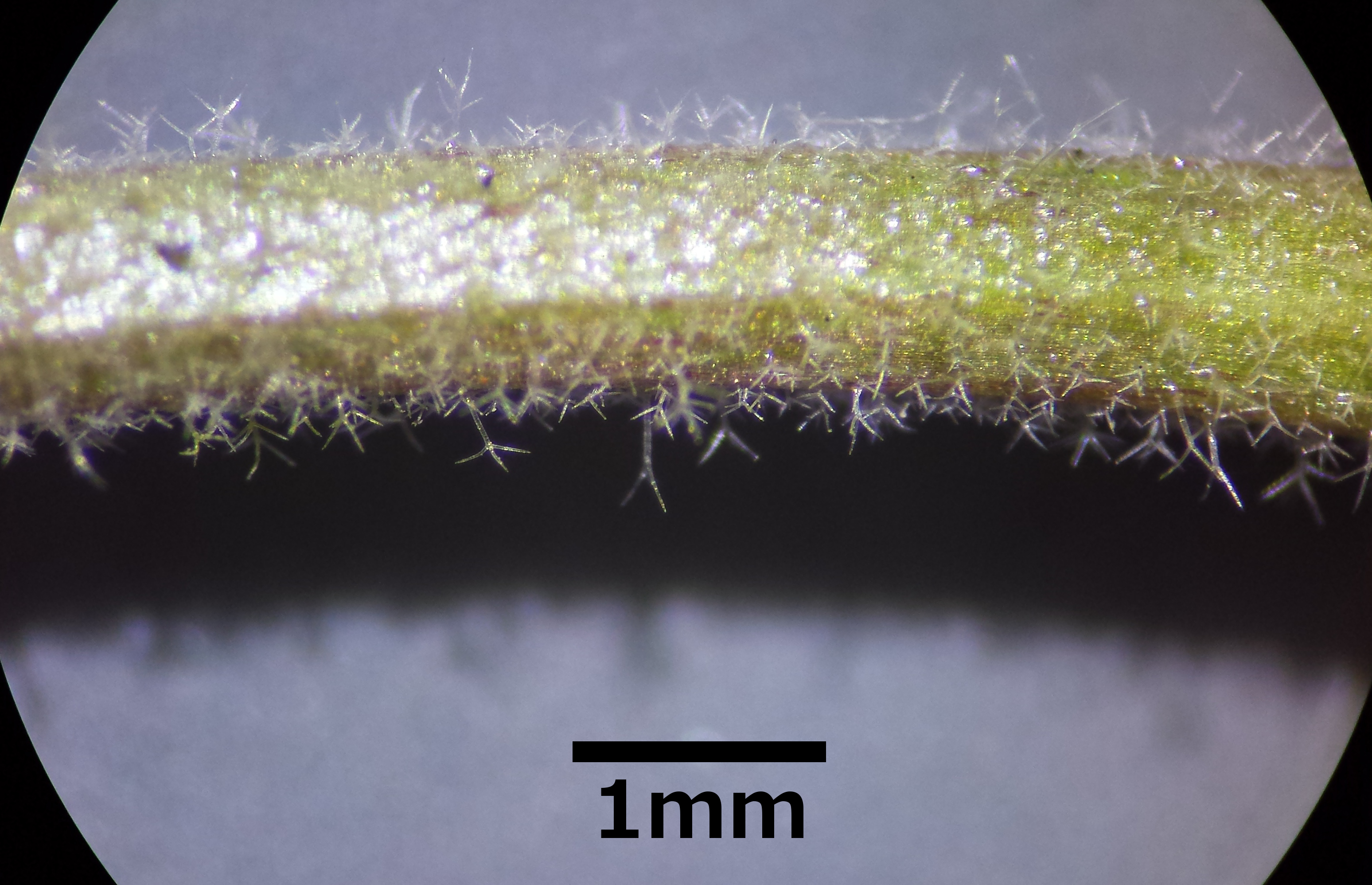
Verzweigte Haare auf Öhrchen-Gänsekresse